# Wikstroemia skottsbergiana
Wikstroemia skottsbergiana foi uma espécie de planta da família Thymelaeaceae.
Foi endémica dos Estados Unidos da América. Foi extinta devido à perda de habitat.